# Taillebois
Taillebois est une ancienne commune française, située dans le département de l'Orne en région Normandie, devenue le 1er janvier 2016 une commune déléguée au sein de la commune nouvelle d'Athis-Val de Rouvre.
Elle est peuplée de 147 habitants.

## Géographie

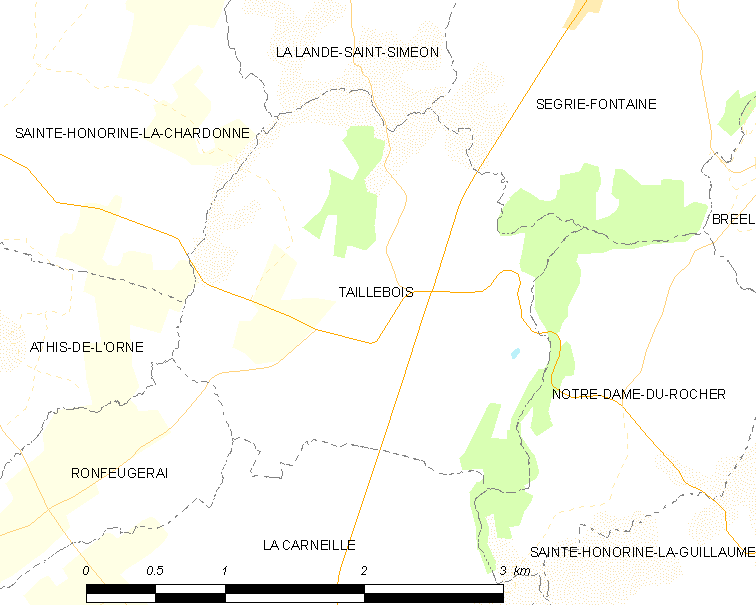
La carte de Taillebois et des communes alentour.

| Sainte-Honorine-la-Chardonne                                                      | La Lande-Saint-Siméon                            | Ségrie-Fontaine (comm. nouv. d'Athis-Val de Rouvre)      |
| Sainte-Honorine-la-Chardonne, Athis-de-l'Orne (comm. nouv. d'Athis-Val de Rouvre) | Taillebois                                       | Notre-Dame-du-Rocher (comm. nouv. d'Athis-Val de Rouvre) |
| Ronfeugerai (comm. nouv. d'Athis-Val de Rouvre)                                   | La Carneille (comm. nouv. d'Athis-Val de Rouvre) | Notre-Dame-du-Rocher (comm. nouv. d'Athis-Val de Rouvre) |

## Toponymie
Son nom provient du terme taillis qui désigne un lieu de défrichement dans un bois.
Le toponyme, comme Les Essarts, Lessart, fait référence à un défrichement, il a été utilisé comme surnom d'un bûcheron pour désigner un défricheur . « Lieu où l'on taille le bois ».
Le gentilé est Tailleboisien.

## Histoire
Le 1er janvier 2016, Taillebois intègre avec sept autres communes la commune d'Athis-Val de Rouvre créée sous le régime juridique des communes nouvelles instauré par la loi no 2010-1563 du 16 décembre 2010 de réforme des collectivités territoriales. Les communes d'Athis-de-l'Orne, Bréel, La Carneille, Notre-Dame-du-Rocher, Ronfeugerai, Ségrie-Fontaine, Taillebois et Les Tourailles deviennent des communes déléguées et Athis-de-l’Orne est le chef-lieu de la commune nouvelle.

## Politique et administration
| Période                                  | Période       | Identité       | Étiquette | Qualité                 |
| ---------------------------------------- | ------------- | -------------- | --------- | ----------------------- |
| 1989                                     | mars 2001     | Claude Hilaire | SE        | -                       |
| mars 2001                                | mars 2014     | Yannic Soubien | Les Verts | Conseiller en formation |
| mars 2014                                | décembre 2015 | Michel Denis   | SE        | Retraité de la Poste    |
| Les données manquantes sont à compléter. |               |                |           |                         |

Le conseil municipal était composé de dix membres (pour onze sièges) dont le maire et un adjoint. Ces conseillers intègrent au complet le conseil municipal d'Athis-Val de Rouvre le 1er janvier 2016 jusqu'en 2020 et Michel Denis devient maire délégué.

## Démographie
En 2021, la commune comptait 147 habitants. Depuis 2004, les enquêtes de recensement dans les communes de moins de 10 000 habitants ont lieu tous les cinq ans (en 2006, 2011, 2016, etc. pour Taillebois) et les chiffres de population municipale légale des autres années sont des estimations.
Taillebois a compté jusqu'à 455 habitants en 1866.
| 1793 | 1800 | 1806 | 1821 | 1831 | 1836 | 1841 | 1846 | 1851 |
| ---- | ---- | ---- | ---- | ---- | ---- | ---- | ---- | ---- |
| 406  | 398  | 438  | 410  | 426  | 439  | 441  | 448  | 454  |

| 1856 | 1861 | 1866 | 1872 | 1876 | 1881 | 1886 | 1891 | 1896 |
| ---- | ---- | ---- | ---- | ---- | ---- | ---- | ---- | ---- |
| 421  | 437  | 455  | 422  | 407  | 393  | 366  | 333  | 300  |

| 1901 | 1906 | 1911 | 1921 | 1926 | 1931 | 1936 | 1946 | 1954 |
| ---- | ---- | ---- | ---- | ---- | ---- | ---- | ---- | ---- |
| 287  | 290  | 264  | 209  | 210  | 188  | 160  | 191  | 157  |

| 1962 | 1968 | 1975 | 1982 | 1990 | 1999 | 2006 | 2011 | 2016 |
| ---- | ---- | ---- | ---- | ---- | ---- | ---- | ---- | ---- |
| 165  | 145  | 111  | 171  | 181  | 154  | 156  | 131  | 150  |

| 2019 | - | - | - | - | - | - | - | - |
| ---- | - | - | - | - | - | - | - | - |
| 148  | - | - | - | - | - | - | - | - |

## Lieux et monuments
- Logis de la Cour, manoir du XVe siècle partiellement inscrit au titre des monuments historiques[12].
- Église Saint-Laurent.
- Motte féodale dans le village[13].

L'église Saint-Laurent
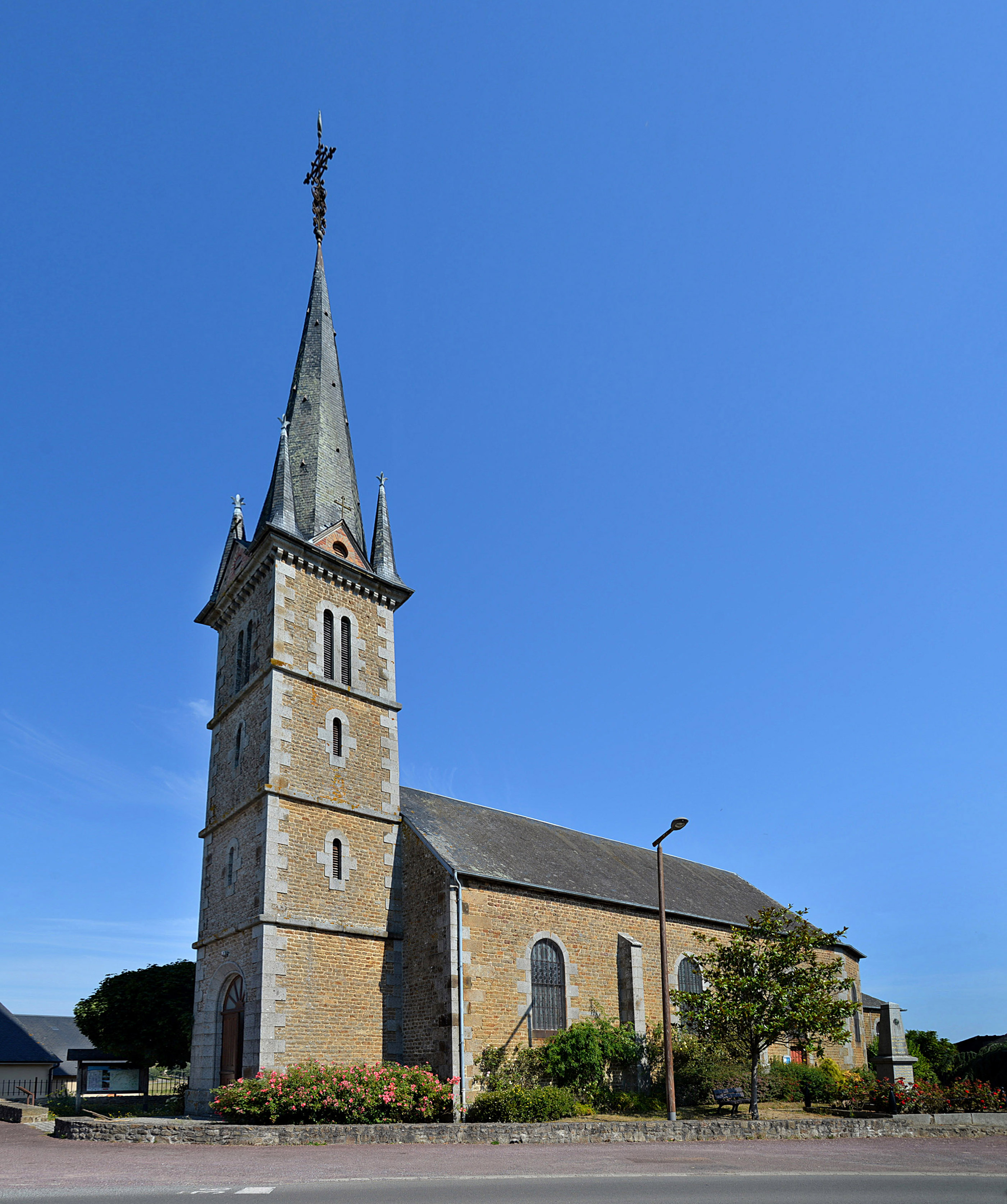
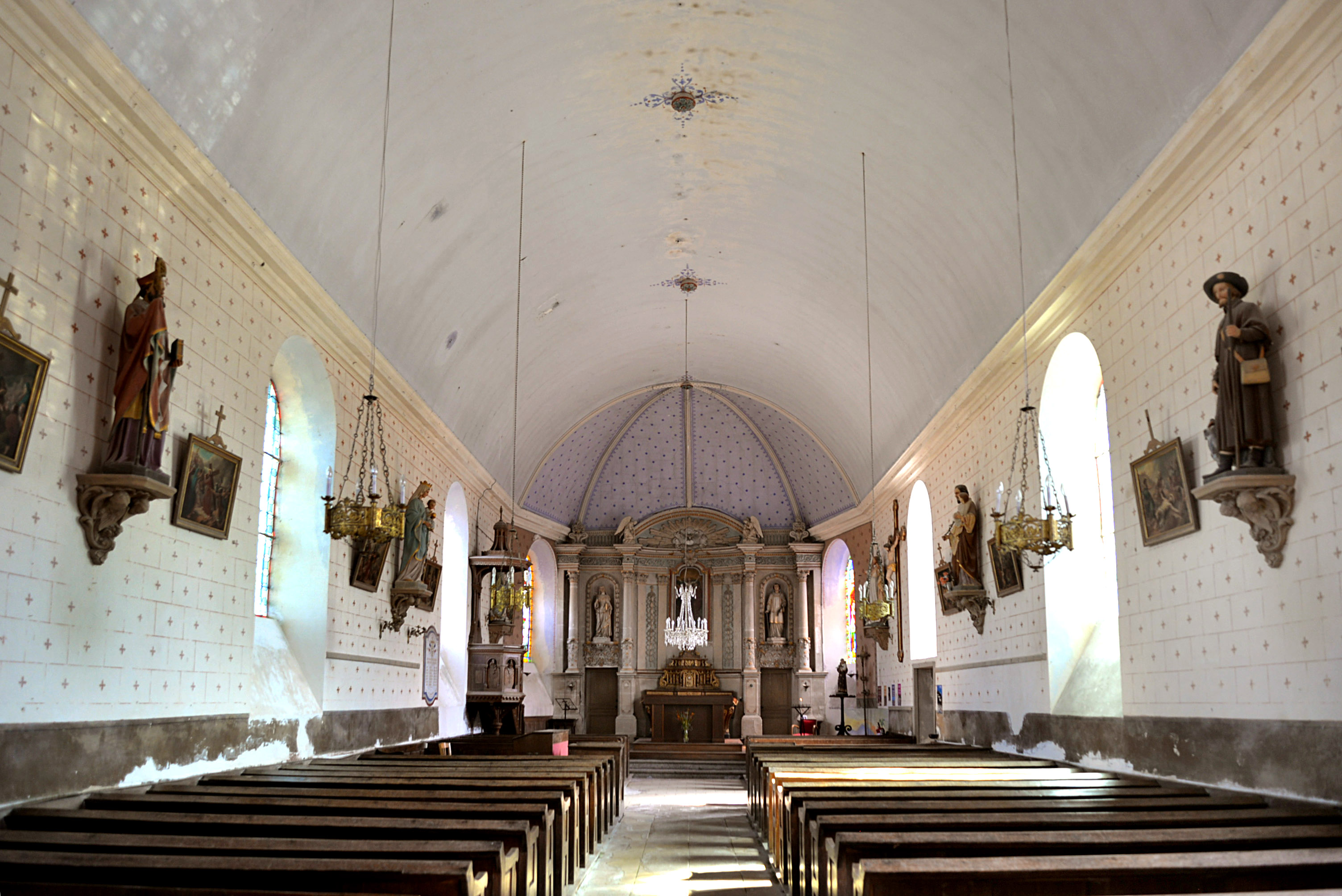
La nef.
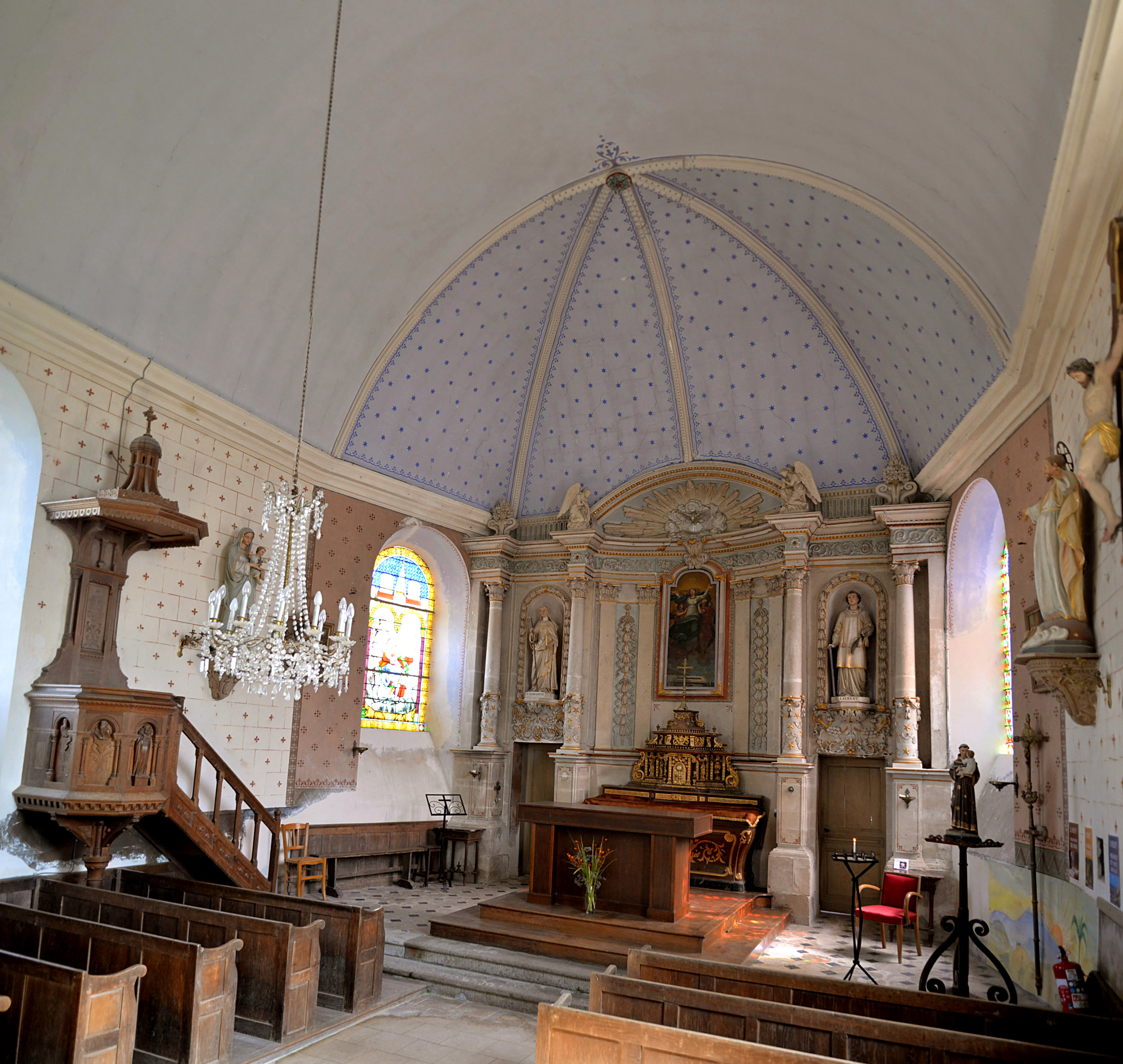
Le chœur.
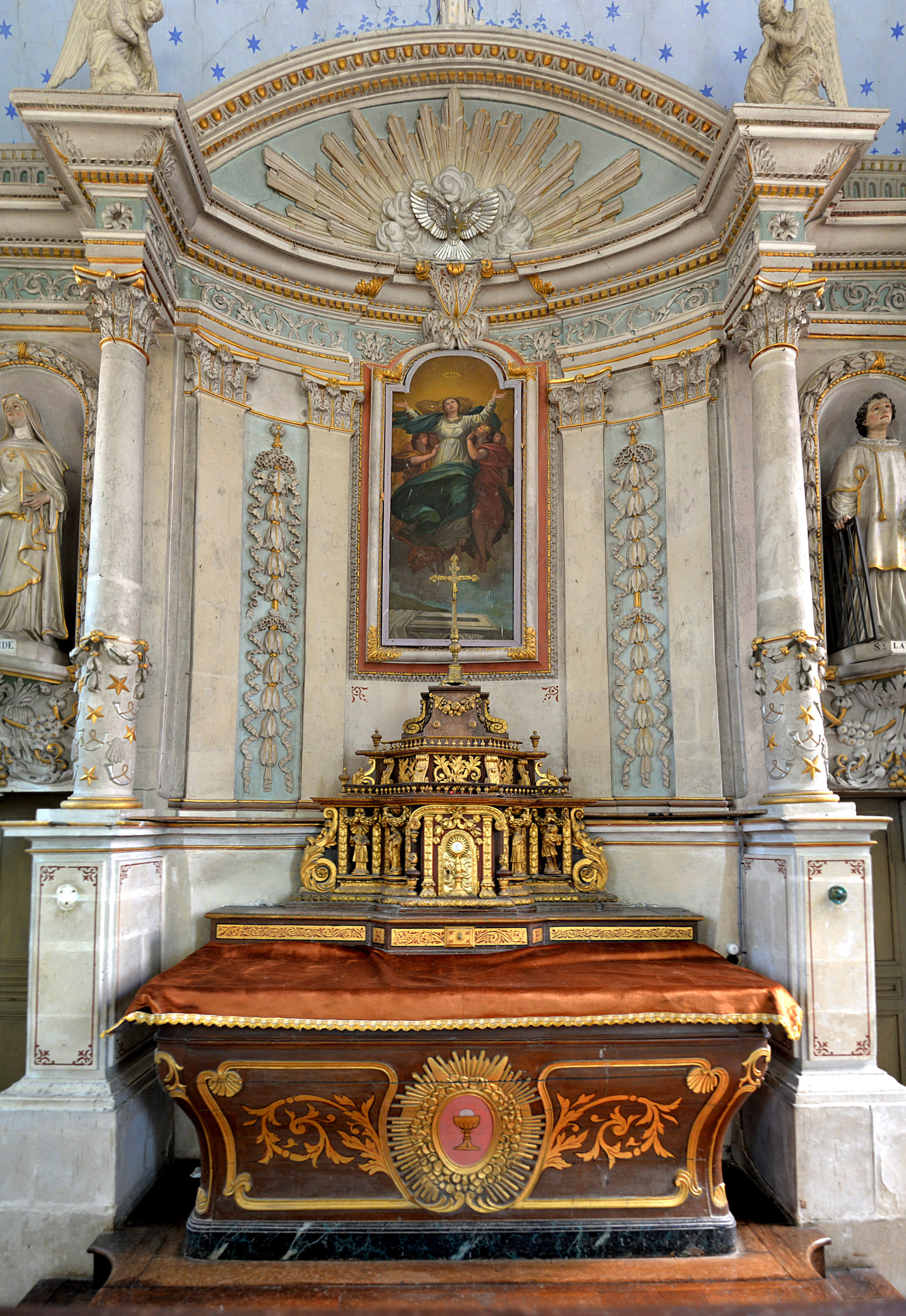
Le maitre-autel et le retable.

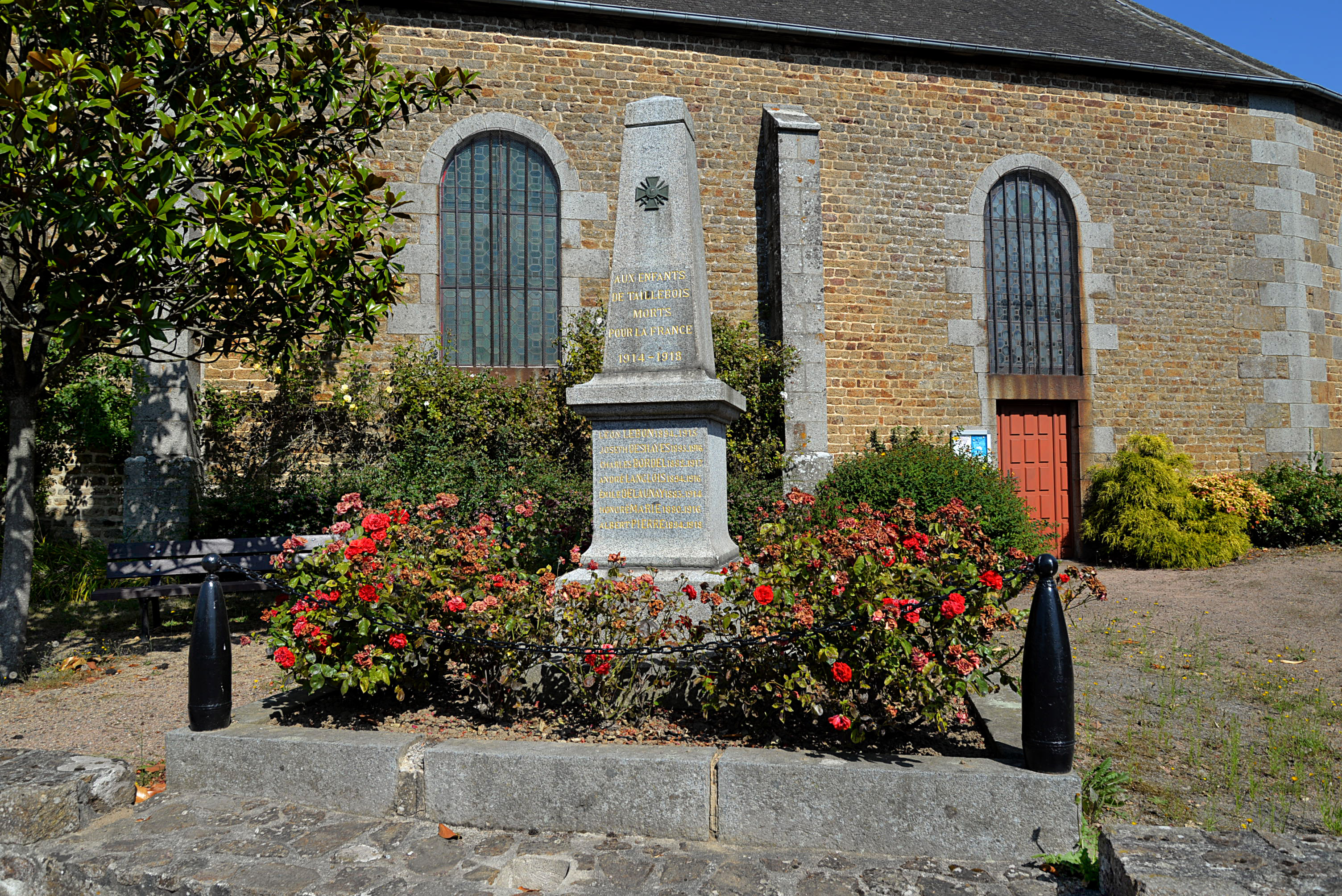
Le monument aux morts.

## Activité et manifestations
- À la fin du mois d'août, organisation du festival Cubi de Rosé[14].

## Personnalités liées à la commune
- Famille de Beauchamp.